# Hélio Colonna
Hélio Gonçalves, nome artístico de Hélio Colonna, (Rio Grande do Sul, 5 de abril de 1931 - Rio de Janeiro, 25 de maio de 1962) foi um ator brasileiro.

## Biografia
Sua primeira peça foi A Rainha da Morte, em 1948. Morreu aos 31 anos, depois de ingerir barbitúricos. Embora fosse uma pessoa alegre e expansiva e sem problemas financeiros, Colonna vivia um momento de depressão em função de uma desilusão amorosa. Em uma época em que isso ainda era um tabu, Colonna não escondia sua homossexualidade e estava apaixonado pelo cantor Pery Ribeiro, segundo informações de amigos do falecido ator.

## Filmografia
- As Sete Evas (1962).... Nonô
- As Testemunhas Não Condenam (1962)
- O Dono da Bola (1961)
- Pequeno por Fora (1960)
- Pintando o Sete (1960)
- Massagista de Madame (1958)
- No Mundo da Lua (1958)
- O Batedor de Carteiras (1958).... Ali Kate
- Tem Boi na Linha (1957)